# Phaeleh
Phaeleh — псевдоним Мэттью «Мэтта» Престона (англ. Matthew "Matt" Preston), английского мультиинструменталиста, продюсера и диджея, исполняющего музыку в стиле фьюче-гэридж/постдабстеп.

## Карьера
В 2011 году Мэтт Престон выступал на фестивале электронной музыки Outlook Festival в Хорватии вместе с Kode 9, Skream, Jamie XX и др.

## Критика и характеристика творчества
По версии сайта PromoDJ, Phaeleh является одним из четырёх наиболее ярких чиллстеп-музыкантов, наряду с ID3, Submerse и Blackmill.
Газета «The Guardian» в ноябре 2010 года отметила продюсера Phaeleh в рубрике «Лучший новый музыкант», назвав артиста «талантливым продолжателем традиций бристольской группы Massive Attack».
Стиль композиций исполнителя описывают термином «подвижная танцевальная музыка» (cinematic dance music) — смесью гэриджа, дабстепа, эмбиента и инструментальной музыки.
Мартин Янг c сайта musicOMH отметил, что для Престона «атмосфера и текстура важнее бешеной энергии и духовного подъёма». Маркус Дж. Мур из журнала Clash подметил, что Мэтт «сочетает дабстеп, электронику, хаус и соул с лёгкой утончённостью. Ему удаётся смешивать различные эстетики, не создавая при этом противоречивого звучания».

## Дискография
Ниже представленная дискография музыканта основана на данных сайта Discogs.

### Студийные альбомы
| Год  | Название               | Лейбл    | Примечание                  |
| ---- | ---------------------- | -------- | --------------------------- |
| 2009 | Within the Emptiness   |          |                             |
| 2010 | Fallen Light           | Afterglo |                             |
| 2013 | Tides                  | Afterglo | 34 строчка в UK Dance Chart |
| 2014 | A World Without        |          |                             |
| 2014 | Somnus                 | Undertow |                             |
| 2016 | Illusion of the Tale   | Undertow |                             |
| 2017 | Lost Time              | Undertow |                             |
| 2018 | Clarity                | Undertow |                             |
| 2020 | Embers                 |          |                             |
| 2020 | From The Vaults: Vol 2 |          |                             |
| 2021 | Soma                   | Undertow |                             |
| 2021 | One Forty              | —        |                             |
| 2022 | A New Day              |          |                             |

### Мини-альбомы
| Год  | Название             | Лейбл                   |
| ---- | -------------------- | ----------------------- |
| 2008 | Reflections E.P.     | Urban Scrumping Records |
| 2008 | Inside EP            | Urban Scrumping Records |
| 2009 | Within the Emptiness | Urban Scrumping Records |
| 2011 | The Cold in You      | Afterglo                |
| 2012 | From the Vaults EP   | —                       |
| 2014 | A World Without      | Undertow                |
| 2016 | All That Remains     | Undertow                |

### Синглы
| Год  | Название                       | Лейбл                      |
| ---- | ------------------------------ | -------------------------- |
| 2009 | Lounge                         | Surface Tension Recordings |
| 2009 | Fire                           | Surface Tension Recordings |
| 2010 | Afterglow                      | Afterglo                   |
| 2010 | Untitled 333 / Tachi           | Wheel & Deal Records       |
| 2011 | Lament                         |                            |
| 2011 | Falling                        | Disfigured Dubz            |
| 2013 | Storm (совместно с Jess Mills) | Afterglo                   |

## Видеография
| Год  | Дата        | Название              | Альбом | Ссылка |
| ---- | ----------- | --------------------- | ------ | ------ |
| 2013 | 20 мая      | Whistling in the Dark | Tides  | Видео  |
| 2013 | 12 июля     | Storm                 | Tides  | Видео  |
| 2013 | 10 сентября | Tokoi                 | Tides  | Видео  |